# Cap Jane Franklin
Le cap Jane Franklin est un cap du Nunavut au Canada.
Il a été nommé en l'honneur de Jane Griffin, épouse de John Franklin disparu dans l'Arctique en 1847.

## Histoire
Les restes de squelette découverts par l'expédition de Frederick Schwatka en 1879 dans une tombe peu profonde du cap Jane Franklin sur la côte ouest de l'île du Roi-Guillaume ont été identifiés comme étant ceux de John Irving.